# Allegra Versace
Allegra Beck Versace (n. 30 iunie 1986, Milano) este fiica creatoarei de modă Donatella Versace și a fostului manechin Paul Beck.

## Viața
Allegra este de asemenea nepoata lui Gianni Versace, având 11 ani când acesta fost împușcat și ucis pe scările casei sale din Miami Beach.
În testamentul sau, Gianni Versace i-a lăsat Allegrei 50% din imperiul său din domeniul modei, fratelui său mai mare, Santo, 30 de procente, și 20 de procente surorii sale mai mici, Donatella. Când a împlinit 18 ani, în 2004, Allegra a moștenit aproximativ jumătate de miliard de dolari (50% din companie) din imperiul Versace.. Ea are ultimul cuvânt de spus despre ofertele promoționale și alte detalii ale colecțiilor Versace.
Allegra a urmat cursurile Școlii Britanice din Milano și ale Universității Brown din Rhode Island.
În martie 2007 părinții Allegrei au dat o declarație comună prin care recunoșteau că Allegra este în tratament pentru anorexie.